# 阿努拉德普勒大寺
阿努拉德普勒大寺或摩诃毘诃罗，斯里兰卡重要的佛教大寺，属于南传佛教。公元前247年至207年间，阿努拉德普勒国王德瓦南皮亚·提萨在首都阿努拉德普勒建立了这座寺院。佛教僧侣觉音（公元4至5世纪）和法护对三藏以及《清净道论》等与上座部佛教教义密切相关的文本进行了评论，奠定了上座部大寺正统。居住在大寺的僧侣被称为大寺寺住。